# Jakub Sierenberg
Jakub Sierenberg (ur. 16 grudnia 1998 w Oławie) – polsko-niemiecki aktor.

## Życiorys
W 2021 za ciepło przyjęte przez krytykę występy w spektaklach dyplomowych: To się u nas nie może wydarzyć (w roli Krzysztofa Gugały) i Mewa (w roli Konstantego Trieplewa) otrzymał wyróżnienie na 39. Festiwalu Szkół Teatralnych w Łodzi. W 2023 ukończył studia na Wydziale Aktorskim PWSFTviT w Łodzi.
Jako aktor telewizyjny zadebiutował rolą oficera Martina w 31. odcinku serialu Wojenne dziewczyny (2019). Następnie zagrał epizodyczne role m.in. w serialach: Ultraviolet (2019), Sexify (2021) i Komisarz Alex (2023) oraz w filmach: Boże Ciało (2019), Mój dług (2021) i Johnny (2022). Za rolę rola Piotra, syna Marcina Kani (Arkadiusz Jakubik), alkoholika i byłego muzyka rockowego, w serialu kryminalnym Netfliksa Informacja zwrotna otrzymał nominację do Telekamery 2024 w kategorii olśnienie „TeleTygodnia”.